# Пьермарини, Франческо
Франческо Пьермарини (итал. Francesco Piermarini; ум. 1853, Париж) — итальянский оперный певец (тенор) и музыкальный педагог.
Родился в Болонье, пел в Неаполе, затем перебрался в Испанию, где дебютировал, по-видимому, в 1829 г. (в опере Джованни Пачини «Арабы в Галлии»). В 1830 г. был назначен первым руководителем учреждённой под патронатом королевы Марии Кристины Мадридской королевской консерватории, подготовил и представил на высочайшее утверждение список преподавательского состава. Назначение Пьермарини, обусловленное желанием королевы обустроить новое учебное заведение по итальянскому образцу, вызвало резкую критику современников, находивших куда более уместным, чтобы консерваторию возглавил кто-то из крупных испанских музыкантов. После нескольких лет работы во главе консерватории, омрачённых гражданской войной в Испании и финансовой нестабильностью, Пьермарини был в 1838 году заменён на руководящем посту аристократом-чиновником графом Виго и в 1840 году отбыл в Париж, где в дальнейшем работал как вокальный педагог; его ученицей, в частности, была София Крувелли. В Париже основал свою вокальную школу, среди учеников была известная певица Антония Кампос.
Франческо Пьермарини  опубликовал Cours du chant ( Париж , 1840 ) и оставил большое количество неизданных композиций, включая оперу под названием « El viejo de la montaña» , из которой он также написал текст.